# Богдан А705
Богда́н А705.22 — 12-метровий міський автобус (модифікація автобуса Богдан А701), оснащений гібридним дизель-електричним приводом послідовної дії. Силова установка автобуса була розроблена фахівцями російського електротехнічного концерну «Руселпром». Вона включає дизельний двигун Cummins ISB 6,7 E 5350H (Євро-5) потужністю 230 к.с. або Cummins ISB 6,7 E E525OH (Євро-5) потужністю 250 к.с., електрогенератор, блок супер-конденсаторів фірми Maxwell сумарною місткістю 63 Фарад і тяговий асинхронний електродвигун потужністю 120 або 180 кВт.
У конструкції гібридного приводу передбачена можливість рекуперації енергії гальмування і подальше накопичення її в конденсаторах для наступних прискорень. За рахунок цього автобус Богдан-А70522 може витрачати на 35-40 % палива менше, в порівнянні з аналогічною моделлю з традиційним ДВС. Перші тести показали, що витрата палива в міському циклі коливається від 29 до 33 літрів на 100 км пробігу.
Пасажиромісткість гібридної машини становить 100 чоловік, включаючи 30 місць для сидіння. Інноваційний «Богдан» зараз проходить сертифікацію в Україні та в Росії, пізніше, можливо вже цього року, буде розпочато його серійне виробництво. Хоча ціна автобуса висока (перевищує 200 тис. євро), але на думку фахівців установка російського суперконденсатора замість американського дозволить істотно знизити вартість машини, що допоможе окупити її за кілька років.